# Polymixis gilva
Polymixis gilva là một loài bướm đêm trong họ Noctuidae.